# جوديث ديفيس
جوديث ديفيس (بالفرنسية: Judith Davis )‏ (و. – م) هي ممثلة، من فرنسا، ولدت في فرنسا.

## وصلات خارجية
- جوديث ديفيس على موقع IMDb (الإنجليزية)
- جوديث ديفيس على موقع ألو سيني (الفرنسية)
- جوديث ديفيس على موقع أول موفي (الإنجليزية)
- جوديث ديفيس على موقع قاعدة بيانات الفيلم (الإنجليزية)
- جوديث ديفيس على موقع كينوبويسك (الروسية)
- جوديث ديفيس على موقع كينوبويسك (الروسية)